# Баклановское
Баклановское — озеро ледникового происхождения в Смоленской области России, располагается на правом берегу верхнего течения реки Половья в Демидовском районе, на территории национального парка Смоленское поозёрье. Самое глубокое озеро в Смоленской области — его максимальная глубина 28 метров. Принадлежит бассейну реки Каспли. Берега сильно изрезанные. Памятник природы.